# Göllheim

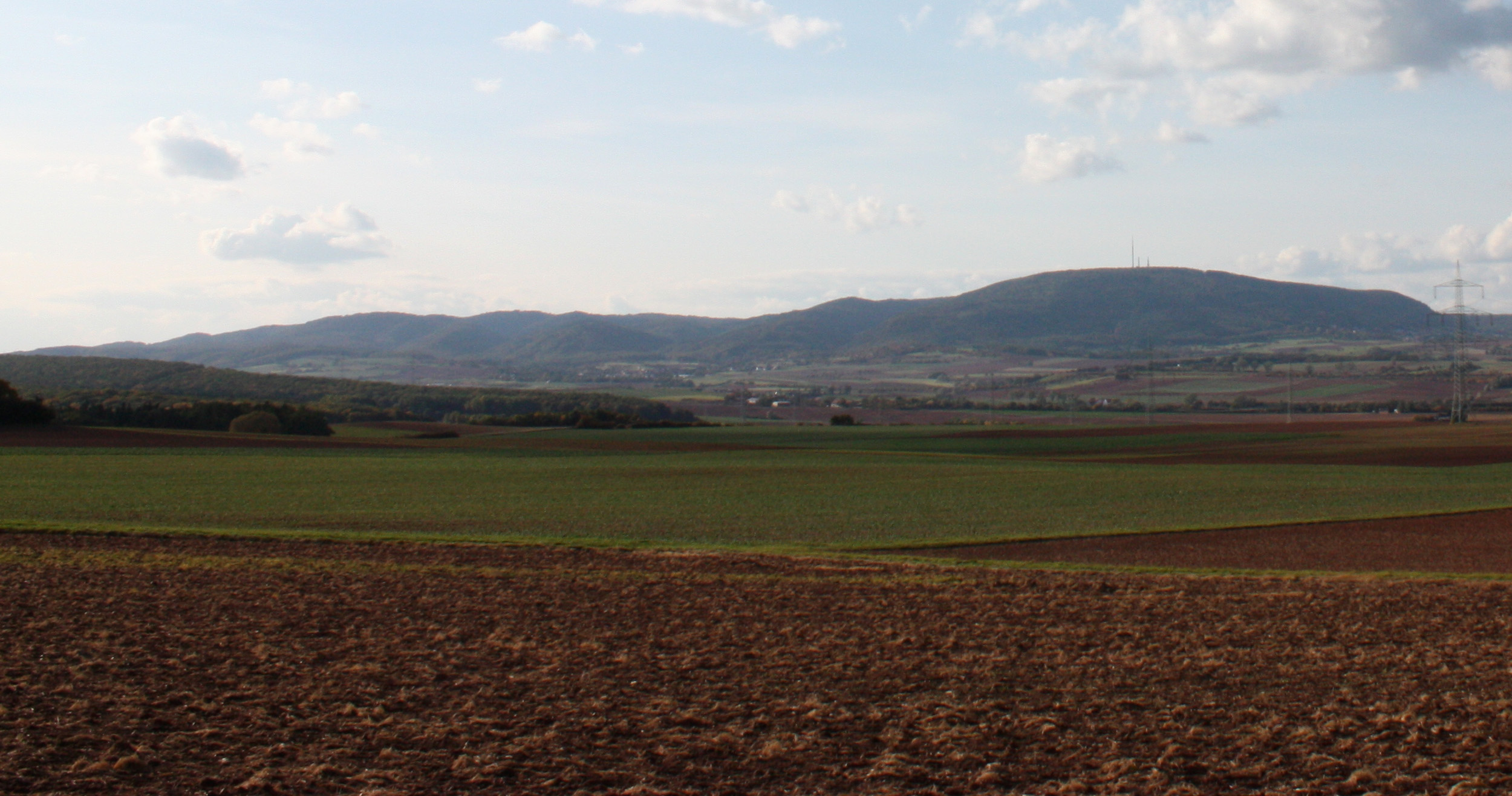
Landschaft im Einzugsgebiet von Göllheim, im Hintergrund der Donnersberg

Göllheim (pfälzisch: Gellem) ist die gemäß der aktuellen Einwohnerzahl fünftgrößte Ortsgemeinde im Donnersbergkreis in Rheinland-Pfalz. Sie ist Verwaltungssitz der gleichnamigen Verbandsgemeinde, der sie auch selbst angehört. Göllheim ist gemäß Landesplanung als Grundzentrum ausgewiesen.

## Geographie

### Lage
Göllheim liegt in der Pfalz zwischen dem zum Rheinhessischen Tafel- und Hügelland gehörenden Göllheimer Hügelland und der Kaiserstraßensenke. Der äußerste Westen der Gemarkung mit dem sogenannten Göllheimer Wald reicht an die nördlichen Ausläufer des Pfälzerwaldes heran, genauer an dessen Teilbereich Stumpfwald. Der Ort liegt 40 km von Kaiserslautern, 50 km von Ludwigshafen und 55 km von Mainz, zu denen eine Direktverbindung per Autobahn besteht. Im näheren Umfeld finden sich die Städte Kirchheimbolanden, Worms und Frankenthal. Zu Göllheim gehören zusätzlich die Wohnplätze Am Ruhweg, Auf der Füllenweide, Esper und Gundheimerhof. Nachbargemeinden sind – im Uhrzeigersinn – Marnheim, Rüssingen, Biedesheim, Lautersheim, Kerzenheim, Breunigweiler, Börrstadt und Dreisen.

### Erhebungen und Gewässer
Unmittelbar westlich des Siedlungsgebiets erstreckt sich der Hasenbühl und südwestlich an der Grenze zu Kerzenheim der Kriegsberg. Im Norden unweit der Grenze zu Marnheim befindet sich die 300,9 Meter messende Hohe Benn.
Im Nordwesten bildet der Hasenbach teilweise die Grenze zu Dreisen. Im äußersten Osten entspringt der Mohrbach.

### Klima
Der Jahresniederschlag beträgt im langjährigen Mittel etwa 556 Millimeter.
Das Unternehmen Meteomedia betreibt eine Wetterstation auf dem Verwaltungsgelände des ortsansässigen Zementherstellers Dyckerhoff. An der Finanzierung beteiligten sich die Gemeinde und die Ortsgruppe Donnersberg des Vereins Pollichia. Die Daten der Station werden auf einer elektronischen Schautafel in der Nähe des Rathauses angezeigt. Sie gehen zusätzlich in den Wetterbericht ein, der durch das Unternehmen im Fernsehprogramm der ARD und des SWR täglich präsentiert wird.

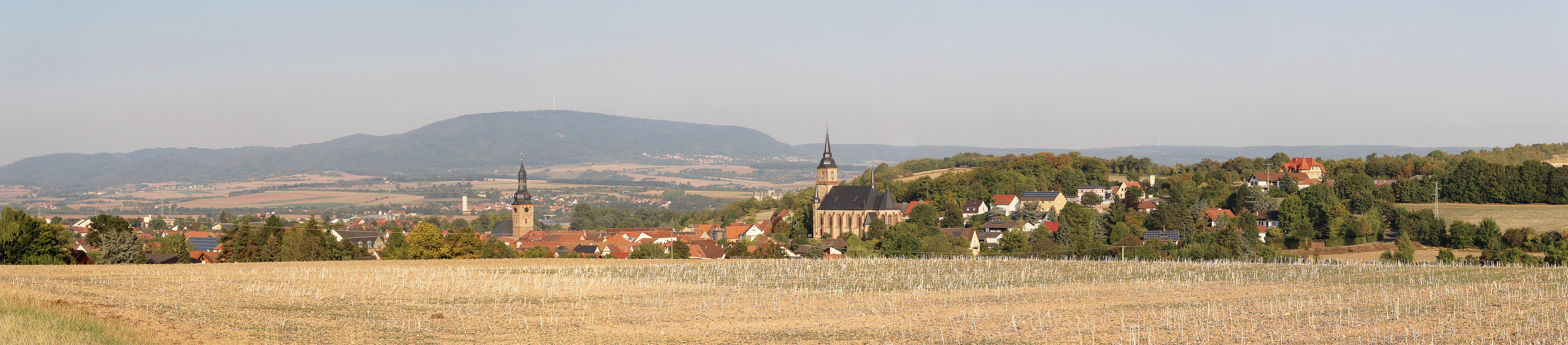
Blick auf Göllheim von Osten aus gesehen, im Hintergrund der Donnersberg

## Geschichte

### Frühgeschichte und Antike

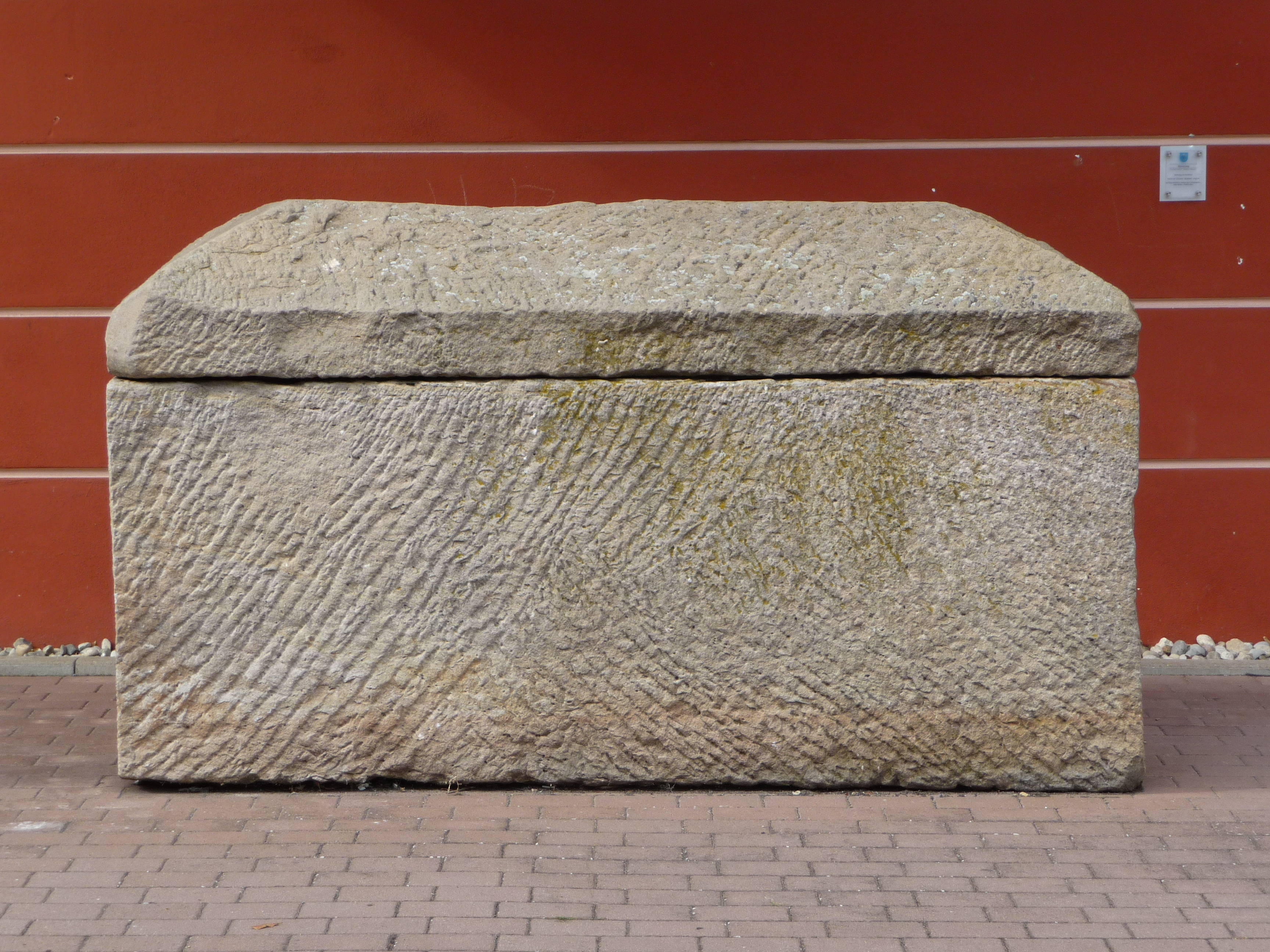
Römischer Sarkophag aus dem dritten oder vierten Jahrhundert

Der Ort wurde erstmals im Jahr 819 als Gylnheim urkundlich erwähnt, jedoch siedelten hier schon seit mehreren tausend Jahren Menschen, wie Funde innerhalb des Ortes und der ganzen Gemarkung belegen. So fanden sich beispielsweise Pfeilspitzen, Messer und Schaber aus der Jungsteinzeit. Im Bereich der Siedlung Füllenweide befinden sich zwei große Grabhügelfelder, die auf die Zeit um 700 vor Christus geschätzt werden.
Aus römischer Zeit sind verschiedene Siedlungen am Südhang des Mohrbaches bekannt. 1924 fand sich ein mächtiger Steinsarg mit einem Skelett. Anhand der Beigaben wird er auf den Übergang vom dritten zum vierten Jahrhundert datiert. Ebenso ist eine römische Villa anhand weiterer Artefakte nachgewiesen.
Wiederum im Bereich der Füllenweide liegen Kupfer- und Eisenerzminen, die von römischen Siedlern ausgebeutet worden sind. 1916 wurden einzelne Schächte wiederentdeckt und erforscht.

### Mittelalter

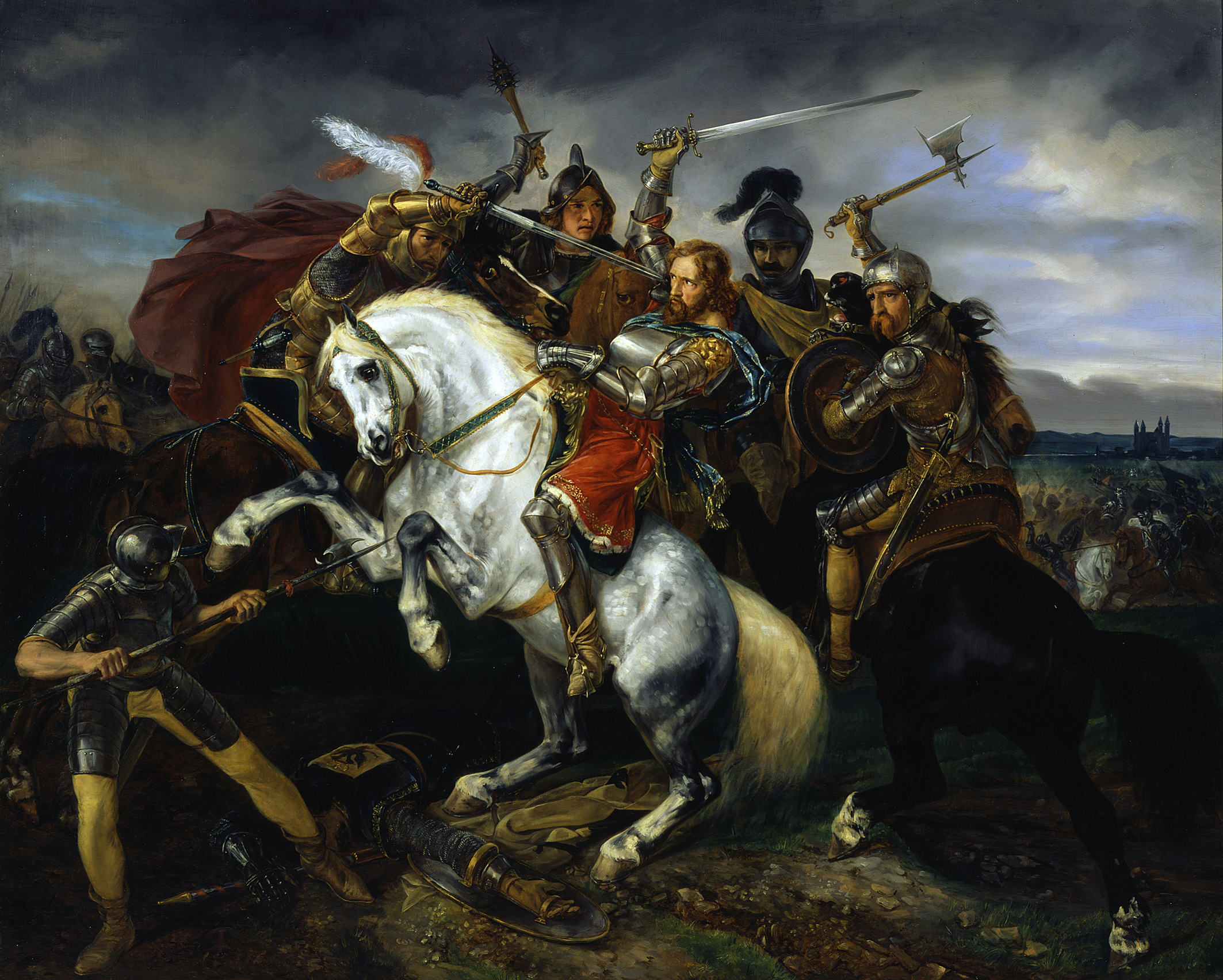
Schlacht am Hasenbühl 1298

In fränkischer Zeit war der Ort ebenfalls besiedelt, wie ein ausgedehntes Gräberfeld mit zahlreichen Grabbeigaben des sechsten bis siebten Jahrhunderts im Südosten des Ortes belegt. Auf die Franken, genauer auf einen Franken namens Gilo, bezieht sich der Ortsname Göllheim: „Göll - Heim“, „Gyln - Heim“, „Gilo = Heim“, entsprechend „Heim des Gilo“.

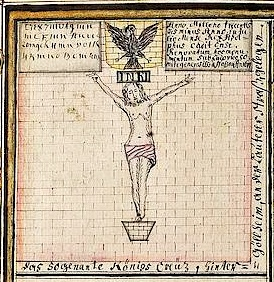
Das Königskreuz im Thesaurus Palatinus, des Johann Franz Capellini von Wickenburg

Im Mittelalter gehörte Göllheim zur Herrschaft Stauf. Nach dem Aussterben der Staufer um 1200 gelangten die Grafen von Eberstein über Heirat an deren Besitz. In die Zeit des 13. Jahrhunderts fällt auch die Schenkung der Göllheimer Kirche 1247 an das Kloster Rosenthal durch Eberhard IV. von Eberstein und dessen Frau Adelheid. An diese Schenkung und die Zugehörigkeit zum Kloster erinnert noch heute die steinerne Wappenrose der Ebersteiner bzw. des Klosters Rosenthal über einem gotischen Fenster im Turmuntergeschoß der protestantischen Kirche. Wieder durch Heirat gelangte die gesamte Herrschaft Stauf an die Grafen von Zweibrücken.
Am 2. Juli 1298 fand mit der Ritterschlacht bei Göllheim – alternativ als „Schlacht auf dem Hasenbühl“ genannt – ein bedeutendes Ereignis der mittelalterlichen Reichsgeschichte statt, in der der römisch-deutsche König Adolf von Nassau fiel. Die Schlacht war der Endpunkt des Kampfes zwischen Adolf von Nassau und Albrecht I. von Österreich um die Königswürde des Heiligen Römischen Reiches. An Adolfs Todesort, der sich mittlerweile innerhalb des Siedlungsgebiets befindet, steht das Königskreuz. Es ist das älteste Flurkreuz der Pfalz und wurde im 19. Jahrhundert mit einer Schutzkapelle nach Plänen Augusts von Voit überbaut.
Im gleichen Jahr 1298 nach der Schlacht trugen die Grafenbrüder Eberhard I. und Walram I. von Zweibrücken Dorf und Gericht Göllheim dem Wormser Bischof Emich zu Lehen auf. Die Zugehörigkeit zum Hochstift Worms währte nicht einmal 100 Jahre, denn zwischen 1378 und 1388 kaufte Graf Heinrich II. von Sponheim-Dannenfels die Herrschaft Stauf nach und nach auf.

Doch bereits 1393 gelangte sie – abermals durch Heirat – in den Besitz von Philipp I. von Nassau-Saarbrücken.

### Neuzeit
In die erste Hälfte des 15. Jahrhunderts fällt die Befestigung des Ortes. Ob ausschließlich mit Wall und Graben oder doch sogar einer Mauer ist nicht restlos geklärt. Auf jeden Fall besaß der Ort mehrere Tore und Wachtürme; von denen in der Gegenwart das Kerzenheimer und das Dreisener Tor sowie der Ullrichsturm übrig geblieben sind. Der Verlauf der mittelalterlichen Befestigungsanlage ist immer noch auf Luftaufnahmen um den alten Ortskern gut zu erkennen.
Bis zu den Umbrüchen im Nachgang der französischen Revolution Ende des 18. Jahrhunderts blieb Göllheim bei den Nassauern; zunächst von beiden Linien Nassau-Saarbrücken und Nassau Weilburg gemeinsam beherrscht, nach dem Aussterben der Linie Nassau-Saarbrücken 1574 alleine von Nassau-Weilburg. Durch eben diesen Umstand der Herrschaftsteilung wurde die Einführung der Reformation zu Beginn des 16. Jahrhunderts erschwert beziehungsweise zog sich über mehrere Jahrzehnte hinaus: denn Saarbrücken blieb katholisch, Weilburg wechselte zum Protestantismus.

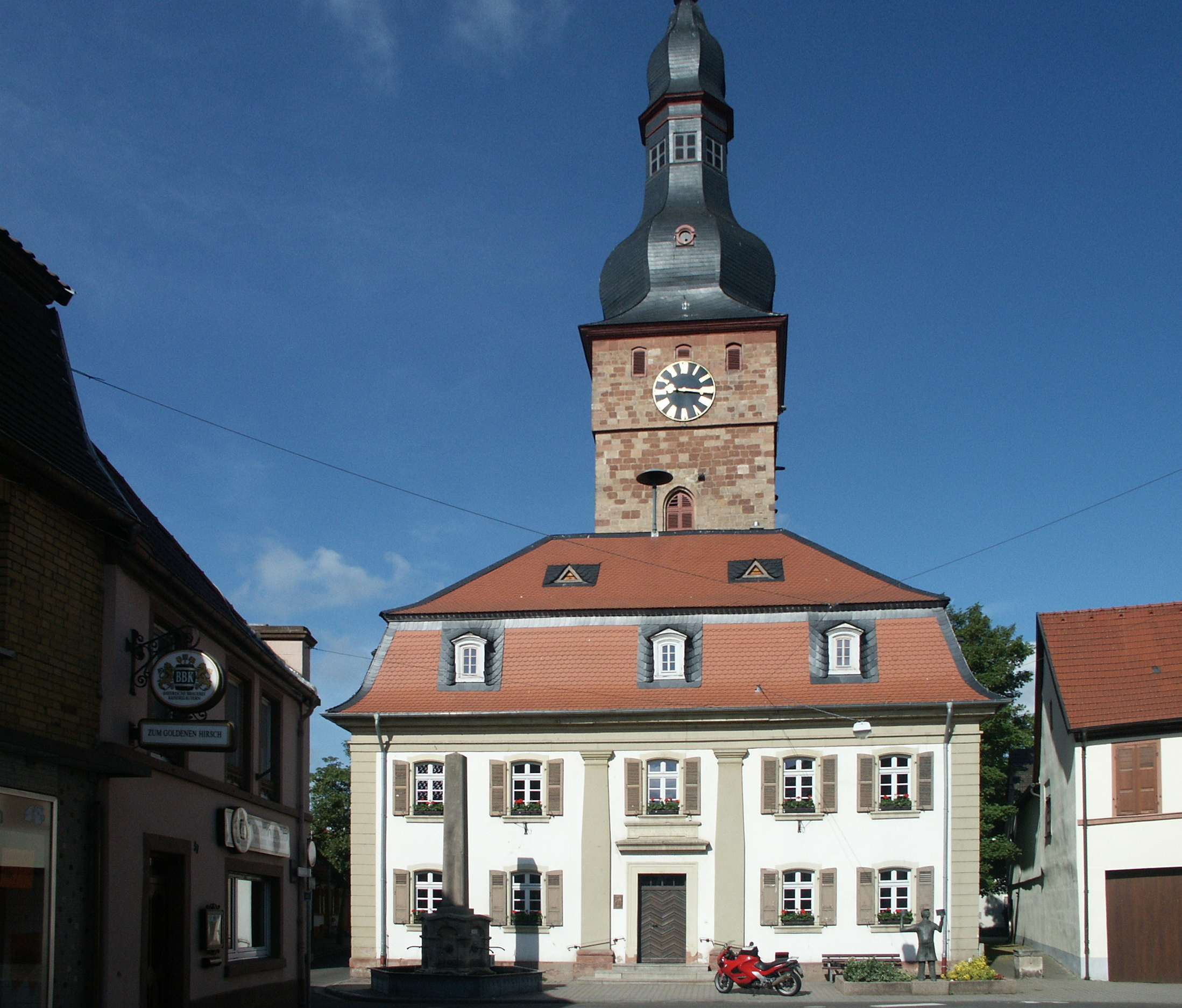
Das historische Rathaus von Göllheim

Bis zur Französischen Revolution war Göllheim Sitz eines Amtes der Grafschaft Nassau-Weilburg. 1798 wurde Göllheim Hauptort eines gleichnamigen Kantons im Département Donnersberg unter französischer Herrschaft. 1815 hatte der Ort insgesamt 1137 Einwohner. Aufgrund der auf dem Wiener Kongress im Jahr 1815 getroffenen Vereinbarungen und einem Tauschvertrag mit Österreich kam die Region 1816 zum Königreich Bayern. Von 1818 bis 1862 gehörte Eisenberg dem Landkommissariat Kirchheim, später Kirchheimbolanden, an; aus diesem ging das Bezirksamt Kirchheimbolanden hervor.
Ab 1939 war der Ort Bestandteil des Landkreises Kirchheimbolanden. Nach dem Zweiten Weltkrieg wurde Göllheim innerhalb der französischen Besatzungszone Teil des damals neu gebildeten Landes Rheinland-Pfalz. Im Zuge der ersten rheinland-pfälzischen Verwaltungsreform wechselte Göllheim 1969 in den neu gebildeten Donnersbergkreis; drei Jahre später wurde die Gemeinde Verwaltungssitz der ebenfalls neu entstandenen gleichnamigen Verbandsgemeinde.

### Christentum

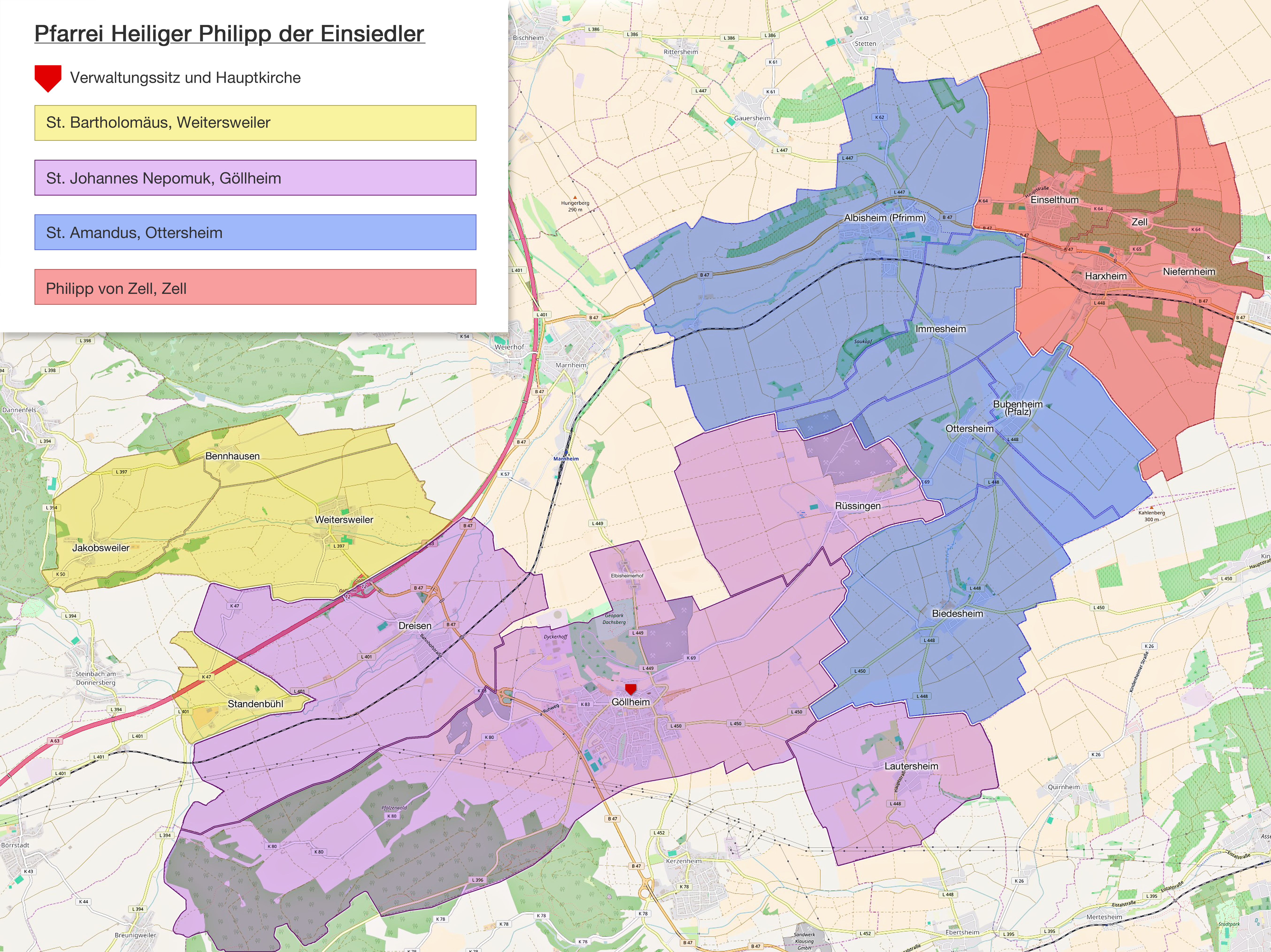
Ausmaß der Pfarrei (farblich abgesetzt sind die ursprünglichen Pfarreien)

Katholischerseits ist Göllheim Sitz der Pfarrei Hl. Philipp der Einsiedler, die am 29. November 2015 (1. Advent) im Rahmen des Konzepts „Gemeindepastoral 2015“ im Bistum Speyer neu gebildet wurde. Die Pfarrei ist fast deckungsgleich mit der Verbandsgemeinde Göllheim, Ausnahmen bilden Bennhausen und Jakobsweiler (beide zur Verbandsgemeinde Kirchheimbolanden gehörig). Sie gehört zum Dekanat Donnersberg im Donnersbergkreis. Pfarrkirche ist St. Johannes Nepomuk. Das Patrozinium bezieht sich auf den heiligen Philipp von Zell, der im 8. Jahrhundert auf dem Gebiet der Pfarrei lebte und wirkte. Sein Gedenktag ist der 3. Mai.
In den letzten 20 Jahren des 20. Jahrhunderts wurden bereits viele Priesterstellen aus Personalmangel nicht mehr besetzt und mit benachbarten Pfarreien zusammengelegt. Auf diese Art entstanden die beiden Pfarreiengemeinschaften Göllheim–Weitersweiler und Ottersheim–Stetten–Zell. Um auf die sich ändernden Gegebenheiten zu reagieren und weiterhin ein funktionstüchtiges Pfarrsystem zu erhalten, wurde über mehrere Jahre hinweg ein Konzept mit neuen Strukturen für das Bistum Speyer entwickelt und unter dem Namen „Gemeindepastoral 2015“ verabschiedet. Dieses sah unter anderem die Zusammenlegung kleinerer Pfarreien und seit längerem bestehender Pfarreiengemeinschaften zu einer Pfarrei vor.

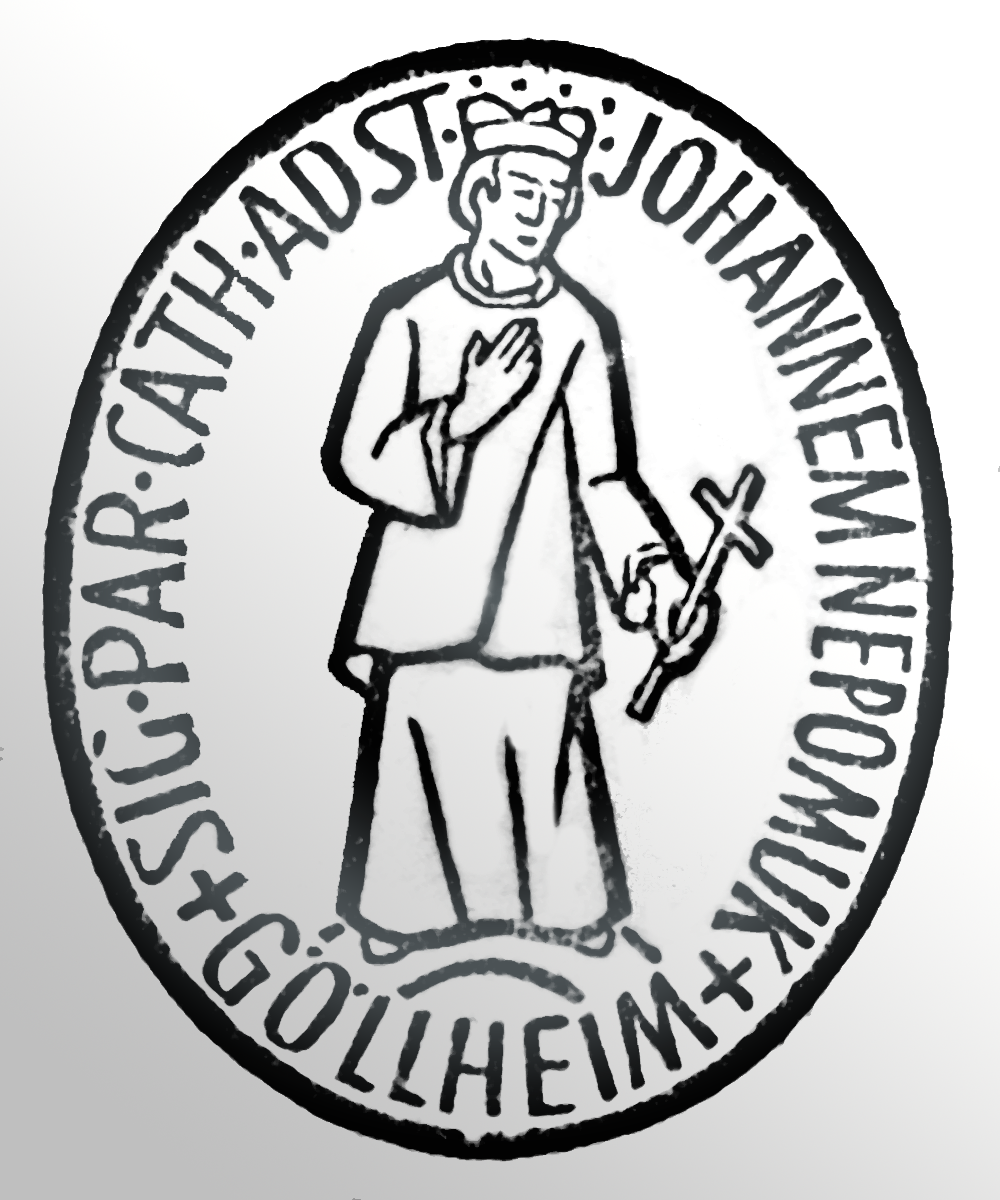
St. Johannes Nepomuk, ehemaliges Pfarrsiegel

Göllheim selbst war seit den 1680er Jahren wieder eine eigenständige katholische Pfarrei. Die Pfarrei umfasste anfänglich die Ortschaften der Herrschaft Stauf. Im Verlauf des 18. Jahrhunderts wurden mehrere Filialen ausgegliedert und der nun selbstständigen Pfarrei Eisenberg angeschlossen, sodass zuletzt nur noch der Elbisheimerhof, Dreisen und Rüssingen als Filialen übrig blieben. Seit dem 1. Januar 2007 gehörte die Filiale Lautersheim St. Josef (vorher zu St. Oswald in Boßweiler) ebenfalls zu Göllheim.

### Judentum
Eine jüdische Gemeinde befand sich ebenfalls im Mittelalter in Göllheim. Von ihr zeugen heute noch die Judengasse im alten Ortskern, eine stark verwitterte Judensau an der nordwestlichen Ecke des protestantischen Kirchturms, die in Richtung der Judengasse zeigt, sowie zwei jüdische Friedhöfe. Der ältere, mittlerweile aufgelassene, ist mittlerweile ausschließlich durch seine quadratische, mit Bäumen bewachsene Grundfläche erkennbar und liegt inmitten von Feldern. Der neuere befindet sich direkt an der Straße zum Göllheimer Wald in Richtung Göllheimer Häuschen und Ramsen. Die Synagoge der jüdischen Gemeinde wurde während der Novemberpogrome 1938 ebenso wie jüdische Geschäfte geschändet und verwüstet, das Gebäude 1971 abgebrochen. Inzwischen erinnert an dem einstigen Standort eine Gedenkplakette an die Synagoge.

### Konfessionsstatistik
Mit Stand 30. Juni 2025 waren 41,4 % von den Einwohnern Mitglied der evangelische Kirche und 19,0 % der katholische Kirche; 39,6 % waren konfessionslos oder gehörten einer anderen Glaubensgemeinschaft an. Der Anteil der evangelischen und katholischen Kirchenmitglier an der Gesamtbevölkerung ist gesunken; 2005 waren unter den Einwohnern noch 53,7 % evangelisch, 27,6 % römisch-katholisch und nur 18,7 % waren konfessionslos oder gehörten einer anderen Glaubensgemeinschaft an.

## Politik

### Gemeinderat
- Grüne: 2
- FWG: 7
- CDU: 11

Der Gemeinderat in Göllheim besteht aus 20 Ratsmitgliedern, die bei der Kommunalwahl am 9. Juni 2024 in einer personalisierten Verhältniswahl gewählt wurden, und dem ehrenamtlichen Ortsbürgermeister als Vorsitzendem.
Die Sitzverteilung im Gemeinderat:
| Wahl | SPD | CDU | Grüne | FWG | Gesamt   |
| ---- | --- | --- | ----- | --- | -------- |
| 2024 | –   | 11  | 2     | 7   | 20 Sitze |
| 2019 | –   | 11  | 3     | 6   | 20 Sitze |
| 2014 | –   | 11  | 3     | 6   | 20 Sitze |
| 2009 | 3   | 8   | 1     | 8   | 20 Sitze |
| 2004 | 4   | 7   | 1     | 8   | 20 Sitze |

- FWG = Freie Wähler Göllheim e. V.

### Bürgermeister
Seit 2009 ist Dieter Hartmüller von der CDU Ortsbürgermeister. Bei der Direktwahl am 9. Juni 2024 wurde er als einziger Bewerber mit einem Stimmenanteil von 77,5 % für weitere fünf Jahre in seinem Amt bestätigt. Sein Vorgänger war Hans Appel von der FWG, der das Amt seit 1964 innehatte.

### Wappen
| Wappen von Göllheim | Blasonierung: „In Blau eine silberne mit Gold umgürtete Lilie.“ |
| Wappen von Göllheim |                                                                 |

### Gemeindepartnerschaften
| Gemeinde    | Land       | seit |
| ----------- | ---------- | ---- |
| La Clayette | Frankreich | 1977 |
| Marano Equo | Italien    | 1990 |

## Kultur und Sehenswürdigkeiten

### Kulturdenkmäler

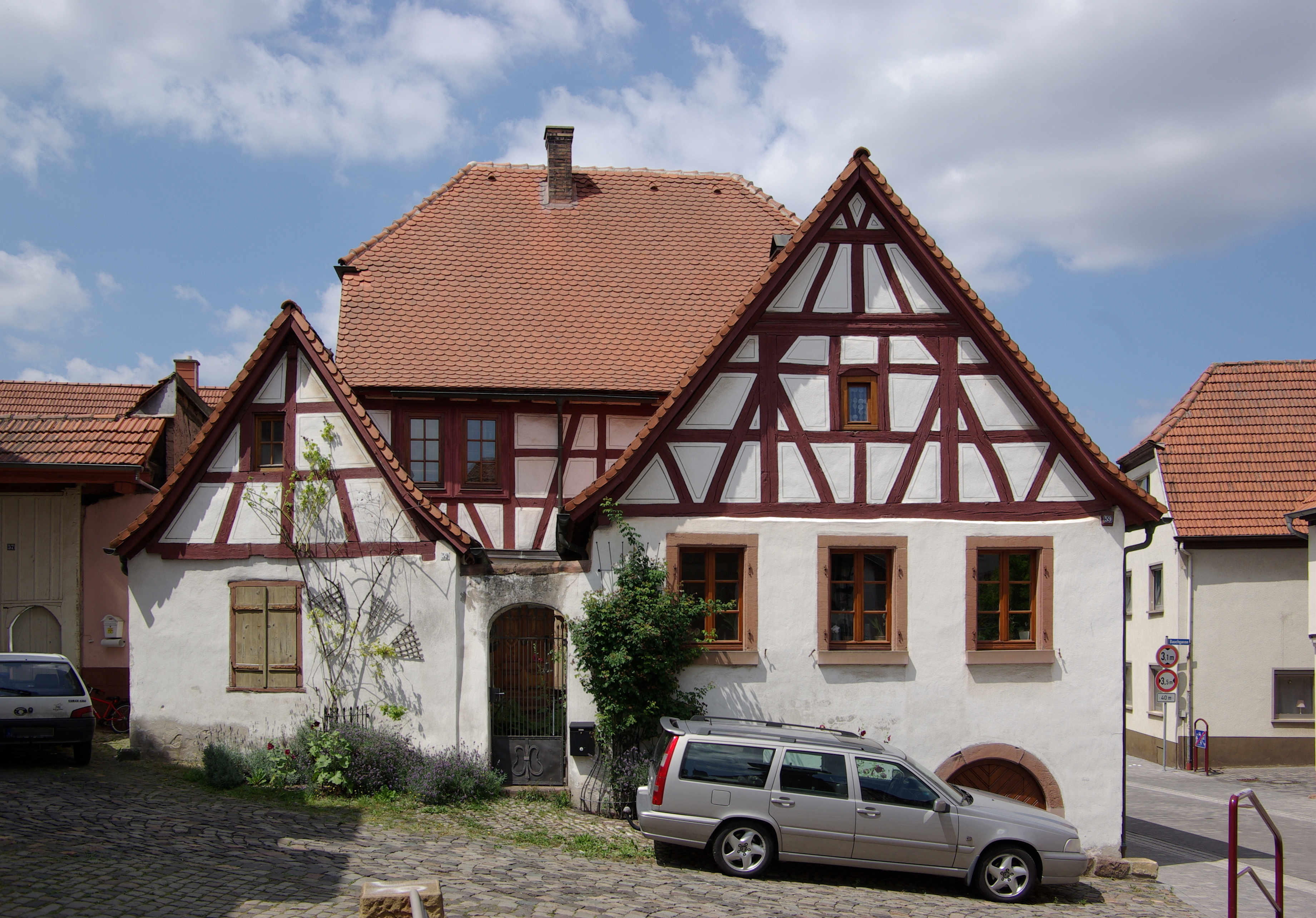
Häuser aus dem 17. Jahrhundert innerhalb des historischen Ortskerns
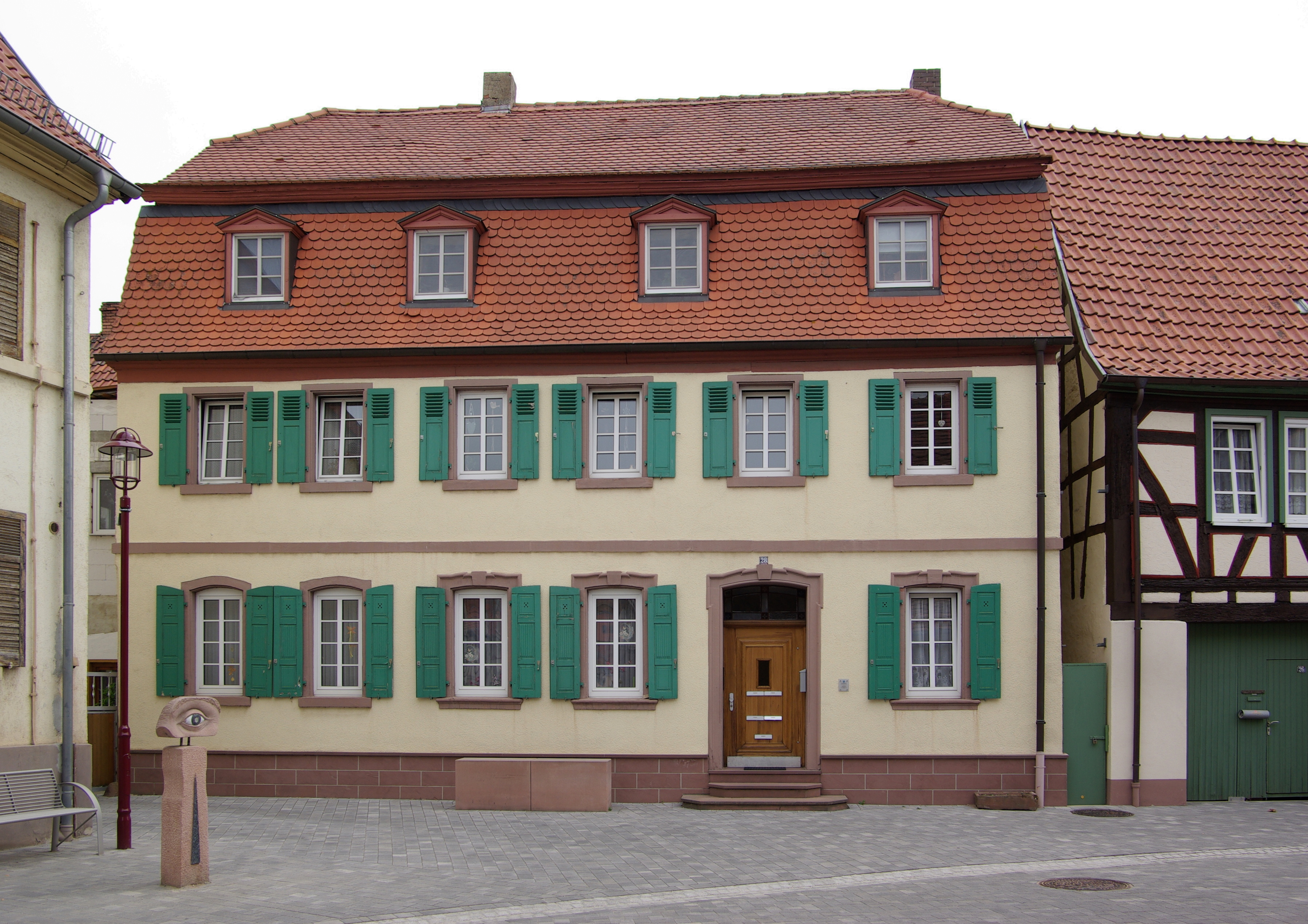
Häuser aus dem 18. Jahrhundert, ebenfalls innerhalb des historischen Ortskerns
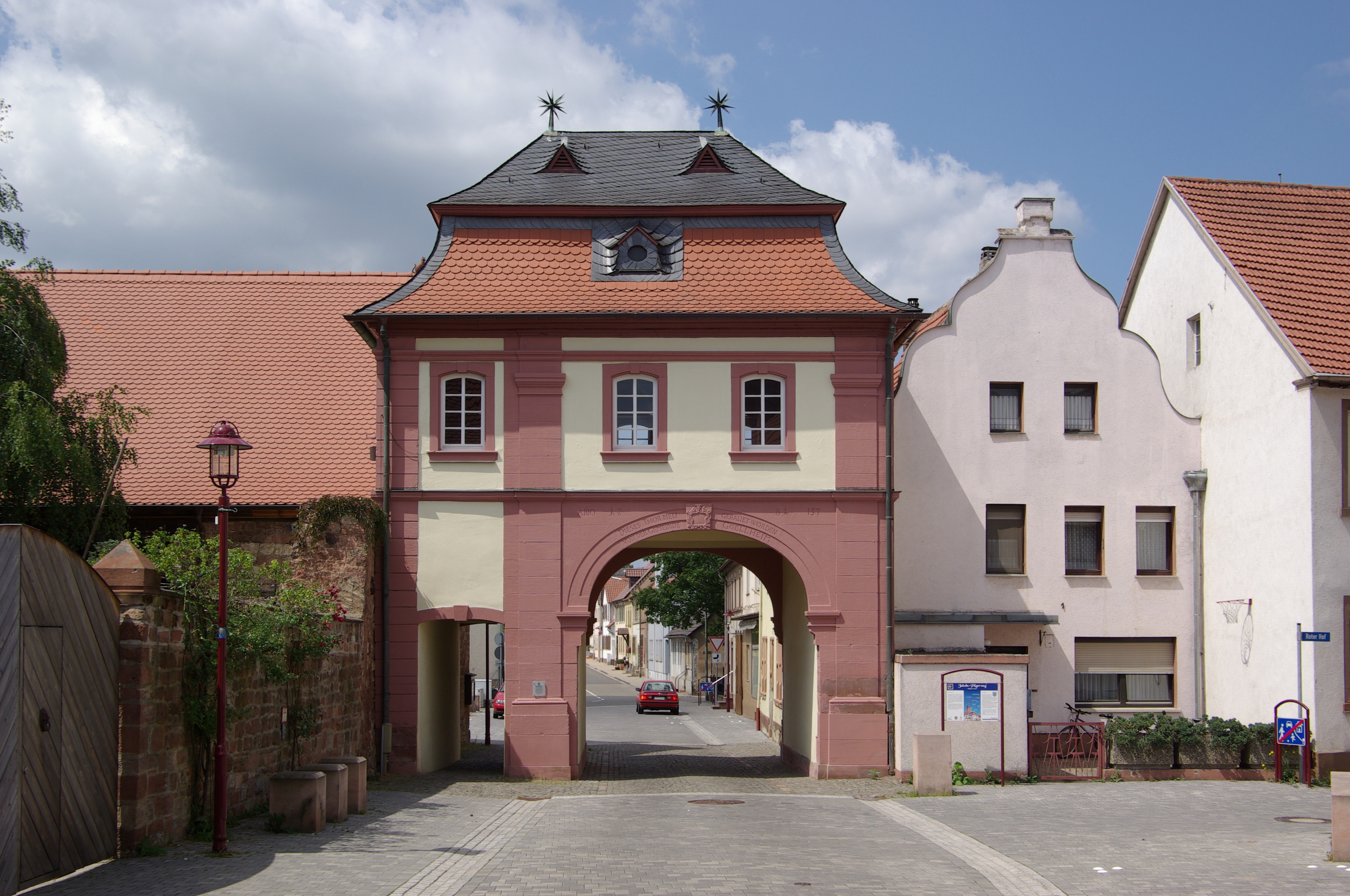
Dreisener Tor
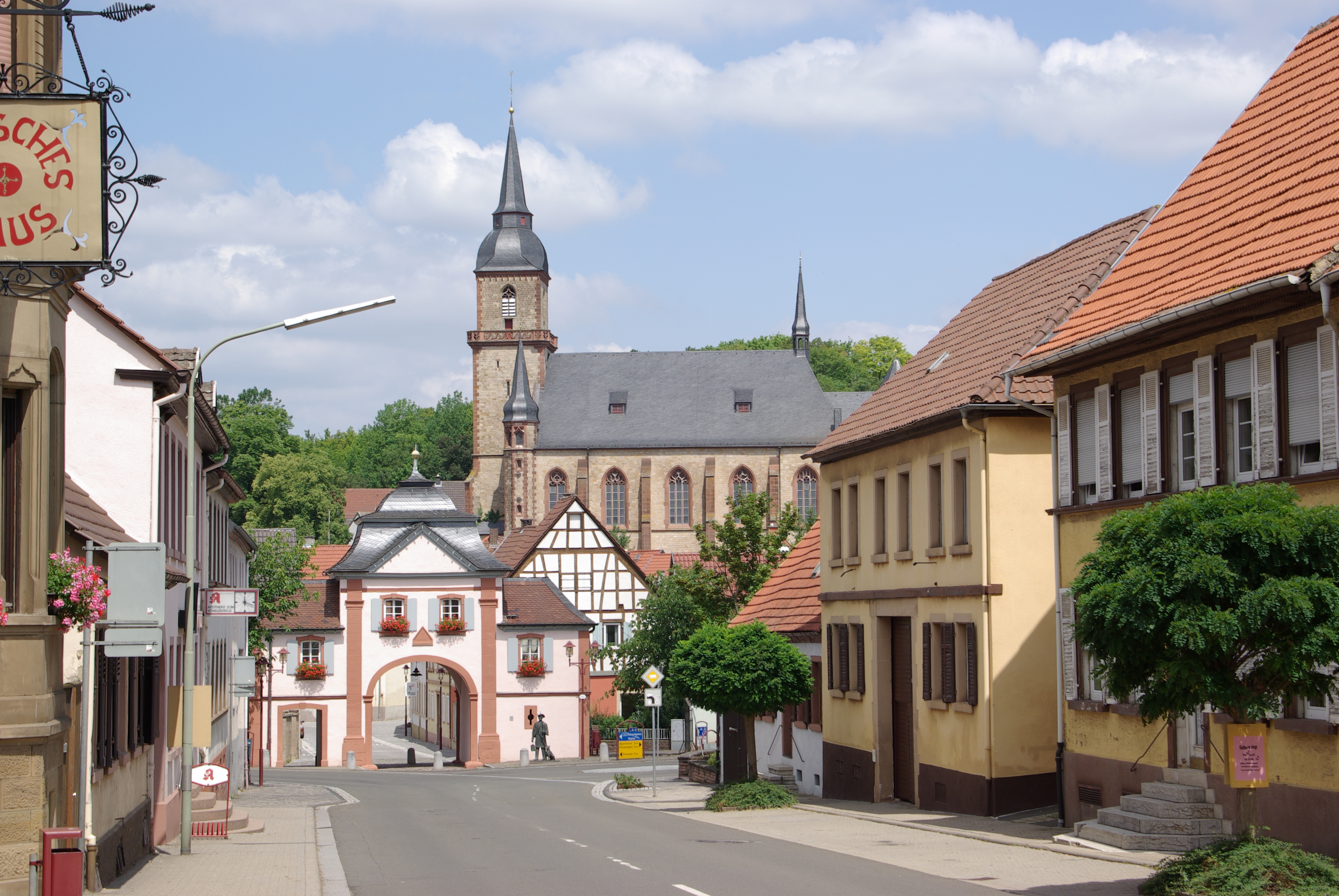
Kerzenheimer Tor mit der katholischen Pfarrkirche im Hintergrund
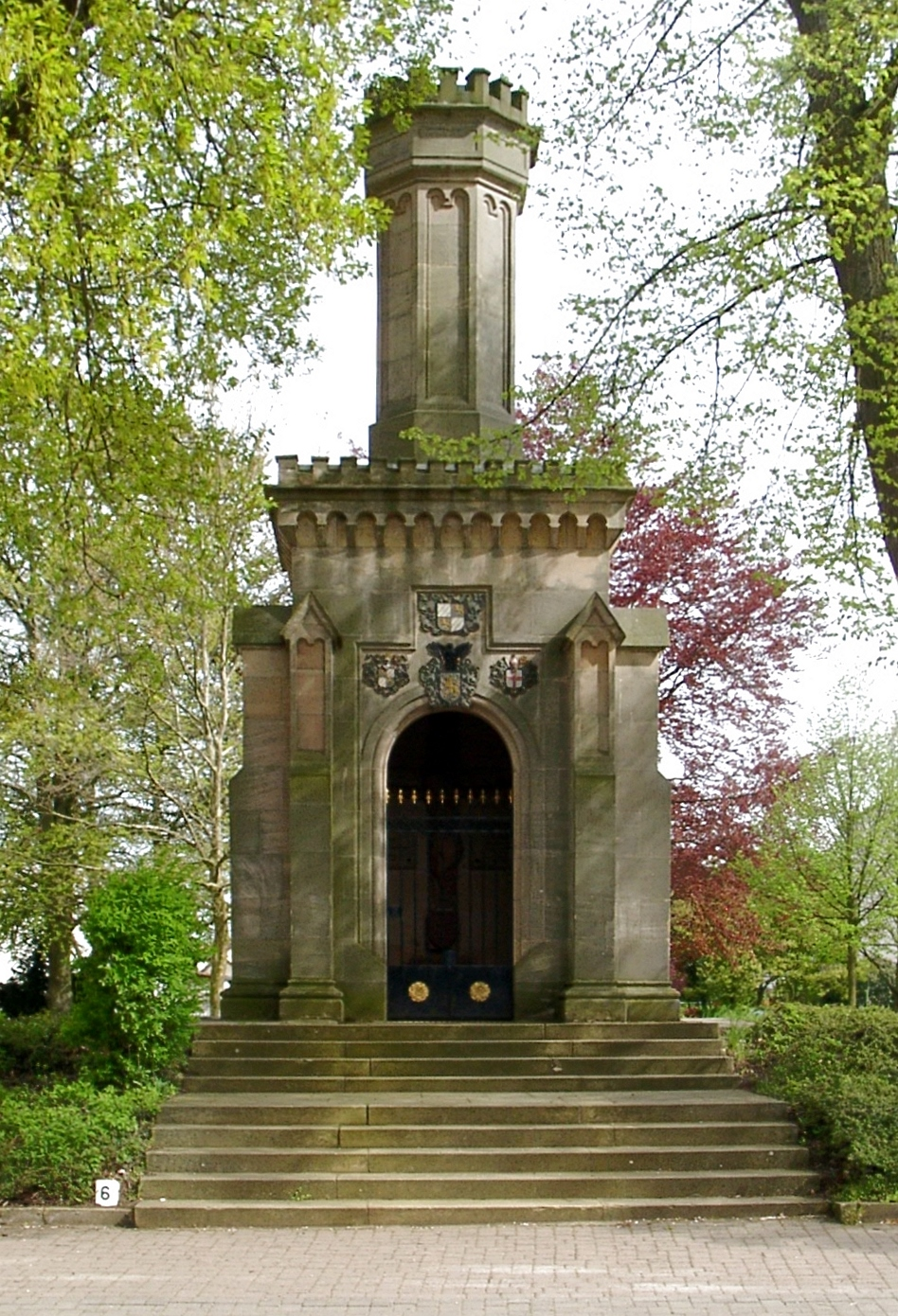
Königskreuz-Kapelle
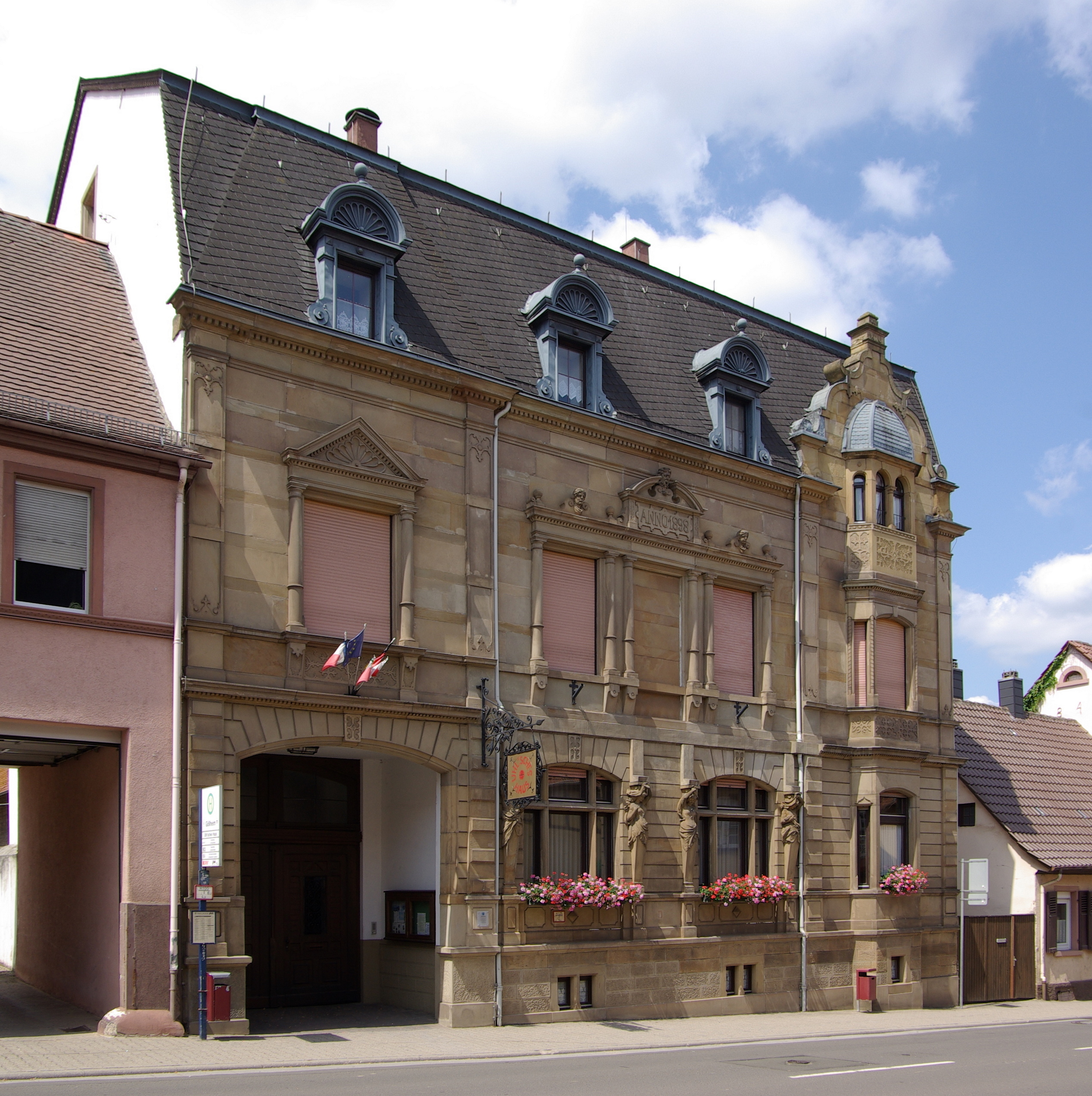
Uhl’sches Haus, zugleich Heimatmuseum
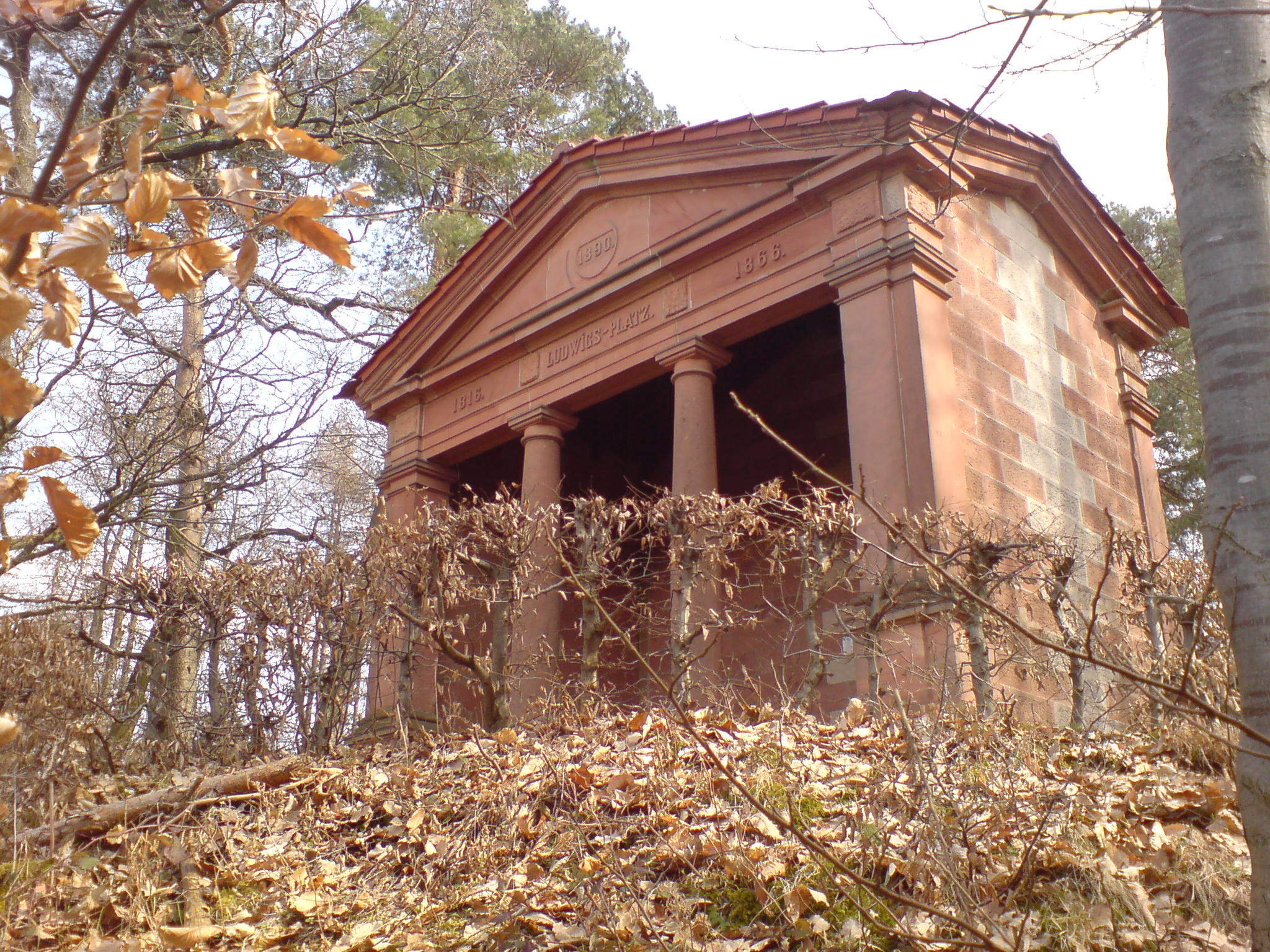
Ludwigsplatz mit Ludwigshalle

Der Ortskern, der christlicher Friedhof, die Häuserensembles Hauptstraße 2–16 und Hauptstraße 17–38, der Gundheimerhof sowie der Jüdische Friedhof sind als Denkmalzonen ausgewiesen. Im alten Ortskern hat sich eine große Anzahl historischer Bauten, die in den letzten Jahren nach und nach restauriert wurden, erhalten. Die Gebäude stammen überwiegend aus dem 17. und 18. Jahrhundert.
Teile der alten Ortsbefestigung, wie zwei Torbauten und ein Wachturm, haben sich ebenso erhalten wie im Zentrum der gotische Turm der mittelalterlichen, mittlerweile evangelischen Kirche. Außerhalb des alten Ortskerns stammt die Bebauung vor allem aus dem 19. Jahrhundert. Beispiele hierfür sind das historistische Königskreuz-Denkmal, das Uhl’sche Haus, sowie eine Reihe klassizistischer Hofanlagen entlang den alten Ausfahrtsstraßen nach Dreisen und Kerzenheim. Auf einer Anhöhe im Nord-Osten ist die neugotische katholische Pfarrkirche zu sehen. Auf dem Kriegsberg im Göllheimer Wald steht die Ludwigshalle. Die Halle in der Form eines griechischen Tempels wurde bis 1890 zu Ehren König Ludwig II. von Bayern fertiggestellt.
Das „Uhl’sche Haus“ von 1898  ist ein großbürgerliches Wohnhaus im Renaissance-Stil  und beherbergt seit 1978 das Heimatmuseum. Ein Schwerpunkt der Sammlung bildet die Schlacht auf dem Hasenbühl. Außerdem gibt es zusätzlich Ausstellungsräume im Kerzenheimer Tor.

### Parks
Im Herzen des Ortes gibt es den sogenannten Königsgraben, welcher als Parkanlage mit Rundweg gestaltet wurde. Auf dem Gelände hinter der Verbandsgemeindenverwaltung bietet der Garten der Begegnung eine parkähnliche Erholungsfläche.
Seit 2010 ist in dem ehemaligen Steinbruch Dachsberg, der zu dem ortsansässigen Zementwerk des Unternehmens Dyckerhoff gehört, ein Geopark beziehungsweise ein sogenannter „Tertiärpark“ eingerichtet. Er liegt zwischen Göllheim und Marnheim und ist in der Nähe des Elbisheimerhofes von der Landesstraße aus frei zugänglich. Mehrere Schautafeln erläutern Geologie, Flora und Fauna entlang eines rund einen Kilometer langen Rundwegs.

### Naturdenkmale
Vor Ort befinden sich insgesamt fünf Naturdenkmale.

### Regelmäßige Veranstaltungen
| Name                    | Zeitpunkt |
| ----------------------- | --- |
| Königskreuzrennen       | jedes Frühjahr seit 1988; Ausnahmen: 2010–2012 unter anderem wegen Austragung der Rheinland-Pfalz-Meisterschaften |
| Frühjahrsmarkt          | am ersten Wochenende im Mai                                                                                       |
| Motorradtreffen         | jedes Jahr Anfang Mai; zieht sich über ein ganzes Wochenende hin                                                  |
| Göllheimer Torbogenfest | Jährlich; erlangte inzwischen eine regionale Bedeutung                                                            |
| Herbstmarkt             | am dritten Wochenende im Oktober                                                                                  |
| Göllheimer Vorweihnacht | meistens am ersten Wochenende im Dezember                                                                         |

### Sport

#### Stoppomat
Seit Mai 2014 ist Göllheim Teil der Stoppomat-Serie. Der Stoppomat ist eine Einrichtung für Breiten- und Freizeitsportler und ist für verschiedene Sportliche Aktivitäten gedacht wie beispielsweise Radfahren oder Laufen.

### Königskreuzrennen

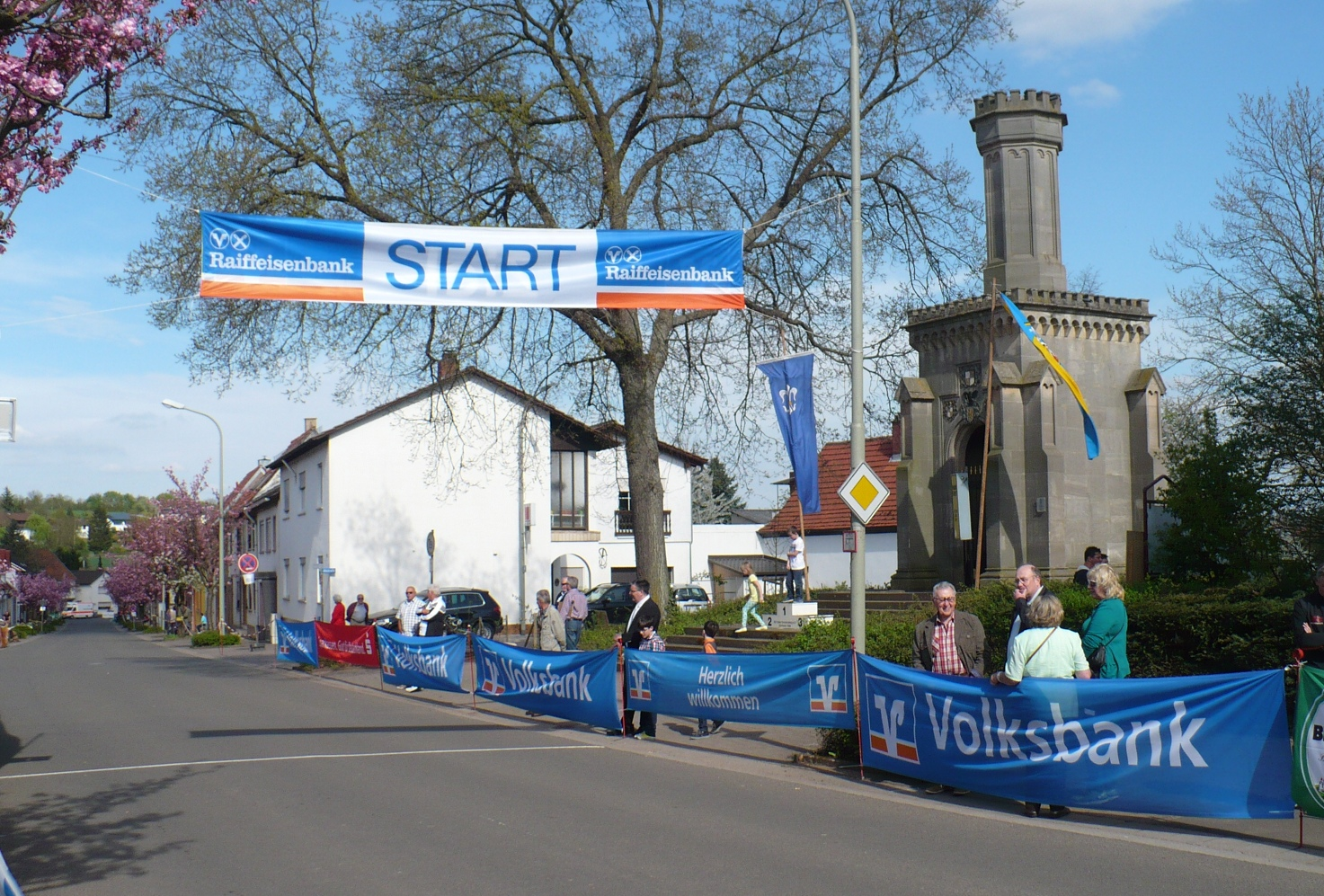
Start- und Zielbereich

Das Königskreuzrennen ist ein Straßenradrennen in Göllheim. Erstmals wurde das Königskreuzrennen am 10. April 1988 ausgetragen. Veranstalter war damals die Radsportabteilung des TUS Göllheim. Seit der elften Austragung im Jahr 1998 wird das Rennen vom RV Falke Donnersberg e. V. Göllheim 1998 organisiert.
Zu Beginn des 20. Jahrhunderts existierten in Göllheim drei Radsportvereine: All Heil Donnersberg 1898, Germania 1911 und RV Falke 1927. In dieser Zeit wurden bereits regelmäßig Radrennen in der nordpfälzischen Gemeinde ausgetragen. Damals wurden bereits Wettkämpfe am Königskreuzdenkmal gestartet, doch es wurden auch Straßenrennen veranstaltet. Ende der 1980er Jahre wurde der Rennbetrieb in Göllheim wieder aufgenommen. Heute, mehr als ein viertel Jahrhundert danach, ist das Rennen am Königskreuz eine feste Größe im Rennkalender und führt die über 100-jährige Geschichte des Radsports in Göllheim fort.
Meist war das Königskreuzrennen der Auftakt zur pfälzischen Rennsaison, die für ihre zahlreichen Kriterien bekannt ist. Im Jahr 2016 musste aufgrund von Straßenbauarbeiten der Renntermin in den Sommer verschoben werden, so fand das Rennen erstmals als Abendrennen statt.
Der 1,2 Kilometer lange Rundkurs verläuft über die Königkreuzstraße, Gutenbergstraße und die Dreisenerstraße. Hierher stammt auch der Name des Rennens, denn Start und Ziel der Runde ist direkt vor dem Königskreuzdenkmal in der Königskreuzstraße. Diese Streckenführung ist seit der zweiten Austragung 1989 unverändert. Der Dreieckskurs bietet beste Voraussetzungen für hohe Geschwindigkeiten. Im Hauptrennen der Männerklasse werden Durchschnittsgeschwindigkeiten von bis zu 45 km/h erreicht und in der Spitze sind Geschwindigkeiten jenseits der 60 km/h möglich.
Der Sieger wird traditionell im Kriteriumsmodus ermittelt. Das heißt, dass in regelmäßigen Abständen Wertungssprints ausgefahren werden, beispielsweise alle fünf Runden. Die ersten vier Rennfahrer erhalten hierbei Wertungspunkte. Punkteschema: 5, 3, 2 und 1 Punkt. In der Schlussrunde wird um die doppelte Punktzahl gesprintet. Der Fahrer mit den meisten Punkten gewinnt.
Im Jahr 1989 konnte am Renntag die Rekordteilnehmerzahl von 730 Rennfahrern verzeichnet werden.
| Jahr | Name             | Verein                        |
| ---- | ---------------- | ----------------------------- |
| 1988 | Georg Weigenand  | RSC Bad Dürkheim              |
| 1989 | Stefan Steinweg  | RC Olympia Dortmund           |
| 1990 | Christian Mathes | RC Silber Pils Bellheim       |
| 1991 | Stefan Steinweg  | RSC Opel Berlin               |
| 1992 | Stefan Steinweg  | RSC Opel Berlin               |
| 1993 | Oliver Roth      | VC Frankfurt                  |
| 1994 | Stefan Steinweg  | TSC Berlin                    |
| 1995 | Torsten Burkhard | Sigma-Sport Neustadt a. d. W. |
| 1996 | Stefan Steinweg  | Böhl-Iggelheim                |

| Jahr | Name                | Verein                        |
| ---- | ------------------- | ----------------------------- |
| 1997 | Andreas Walzer      | Schauff-Öschelbron            |
| 1998 | Hansrüdi Weiss      | Sigma-Sport Neustadt a. d. W. |
| 1999 | Stefan Schwarz      | RSC Viktoria Kempten          |
| 2000 | Stefan Steinweg     | RC Friesenheim                |
| 2001 | Andreas Walzer      | Agro-Adler Brandenburg        |
| 2002 | Ernst Hesselschwert | RC Silber Pils Bellheim       |
| 2003 | Kai Schrödter       | Team Merida                   |
| 2004 | Sven Bauer          | VC Frankfurt                  |
| 2005 | Sven Bauer          | Vorwärts Orient Mainz         |

| Jahr | Name                 | Verein                  |
| ---- | -------------------- | ----------------------- |
| 2006 | Thorsten Kalbrunner  | RSC Frankfurt           |
| 2007 | Stefan Steinweg      | RSC Bad Dürkheim        |
| 2008 | Ernst Hesselschwert  | RC Silber Pils Bellheim |
| 2009 | Michael Gannopolskij | RV Rodenbach            |
| 2013 | Patrick Nuber        | RV Edelweiß Roschbach   |
| 2014 | Robert Müller        | RSV Concordia Forchheim |
| 2015 | Fabian Genuit        | Team Möbel Ehrmann      |
| 2016 | Jan Tschernoster     | rad-net Rose Team       |

## Wirtschaft und Infrastruktur

### Wirtschaft

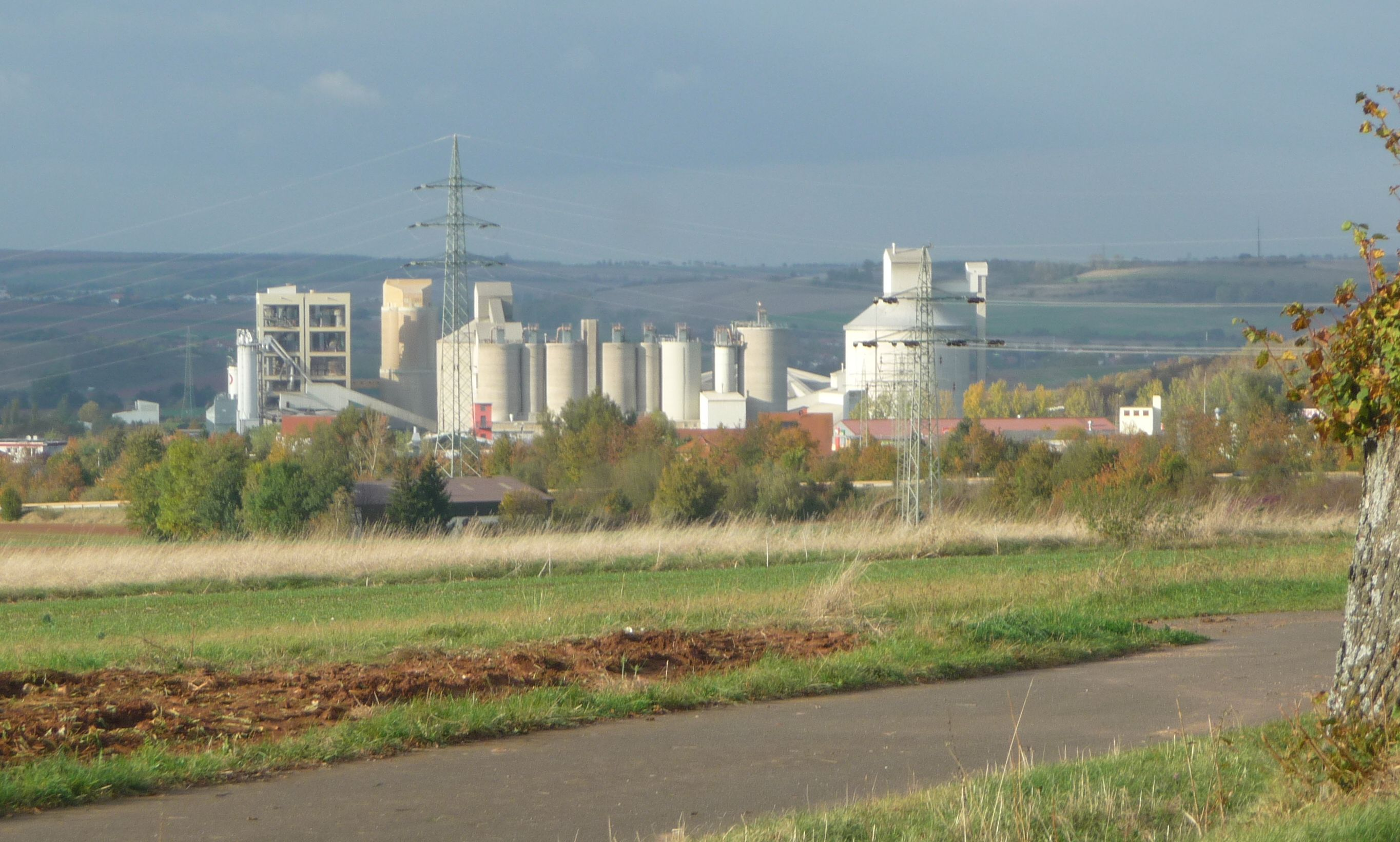
Zementfabrik Dyckerhoff

Zu römischer Zeit wurde im westlichen Gemeindegebiet Bergbau betrieben.
Größte Arbeitgeber im Ort sind die Strack Tiefbau GmbH, die zur Dyckerhoff GmbH gehörende Zementfabrik Dyckerhoff, die Firma Linde Gas Deutschland und die Sonima GmbH, ein global agierendes Unternehmen im automobilen Umfeld. Außerdem hat Roman Mayer Logistik Group einen Standort in Göllheim. Früher war in Göllheim zusätzlich die Feuerwerksfabrik Feistel ansässig, die unter anderem durch zwei größere Unglücksfälle – einem Brand des Fabrikationsgebäudes am Silvesterabend 1983 und der Explosion eines unterirdischen Bunkers – in die Schlagzeilen kam. Zudem befindet sich vor Ort eine Filiale der Volksbank Alzey-Worms.
Im Südosten der Gemeinde liegt der im Zeitraum von 1999 bis 2015 in Betrieb genommene Windpark Kerzenheim, der sich teilweise bereits auf der Gemarkung der namensgebenden Gemeinde Kerzenheim befindet. Im Westen der Gemarkung befindet sich seit 2014 außerdem der Windpark Göllheimer Wald.

### Verkehr
Durch Göllheim führt die von Kerzenheim nach Marnheim verlaufende Landesstraße 449. Mitten im Ort zweigen von dieser die Landesstraße 396 nach Ramsen (Pfalz) und die Landesstraße 450 nach Bockenheim an der Weinstraße ab.
Die Gemeinde ist über die A 63 (Mainz–Kaiserslautern) und die am westlichen Siedlungsrand verlaufende Bundesstraße 47 (Worms–Michelstadt, auch „Nibelungenstraße“ genannt) sowie die ehemalige B 40 an den überregionalen Verkehr angebunden.
Göllheim ist über die von Omnibusverkehr Rhein-Nahe betriebene Buslinie 920 des Verkehrsverbundes Rhein-Neckar an das Nahverkehrsnetz angebunden, die nach Kirchheimbolanden und Eisenberg führt.
In Dreisen nordwestlich von Göllheim befindet sich an der aktuell nur im Ausflugsverkehr während der Sommermonate betriebenen Zellertalbahn der Haltepunkt Göllheim-Dreisen.

### Öffentliche Einrichtungen
Während der Zugehörigkeit zu Frankreich war die Gemeinde Sitz eines Friedensgerichts, das dem Tribunal erster Instanz Kaiserslautern unterstand. Göllheim beherbergt als Sitz der gleichnamigen Verbandsgemeinde deren Verwaltung. Außerdem gibt es ein therapeutisches Kinderzentrum im Ort.

### Bildung
Göllheim verfügt über eine Realschule plus mit angegliederter Fachoberschule, sowie eine Grundschule, die von Schülern der ganzen Region besucht werden. Außerdem gibt es einen Gemeinde- und einen evangelischen Kindergarten. Zudem gibt es auf dem Schulgelände des Ortes ein Heiltherapeutisches Kinderzentrum. Die öffentliche Gemeindebücherei ist an den südwestdeutschen Bibliotheksverbund angeschlossen und findet sich auf dem Gelände der Ortsverwaltung.

### Tourismus

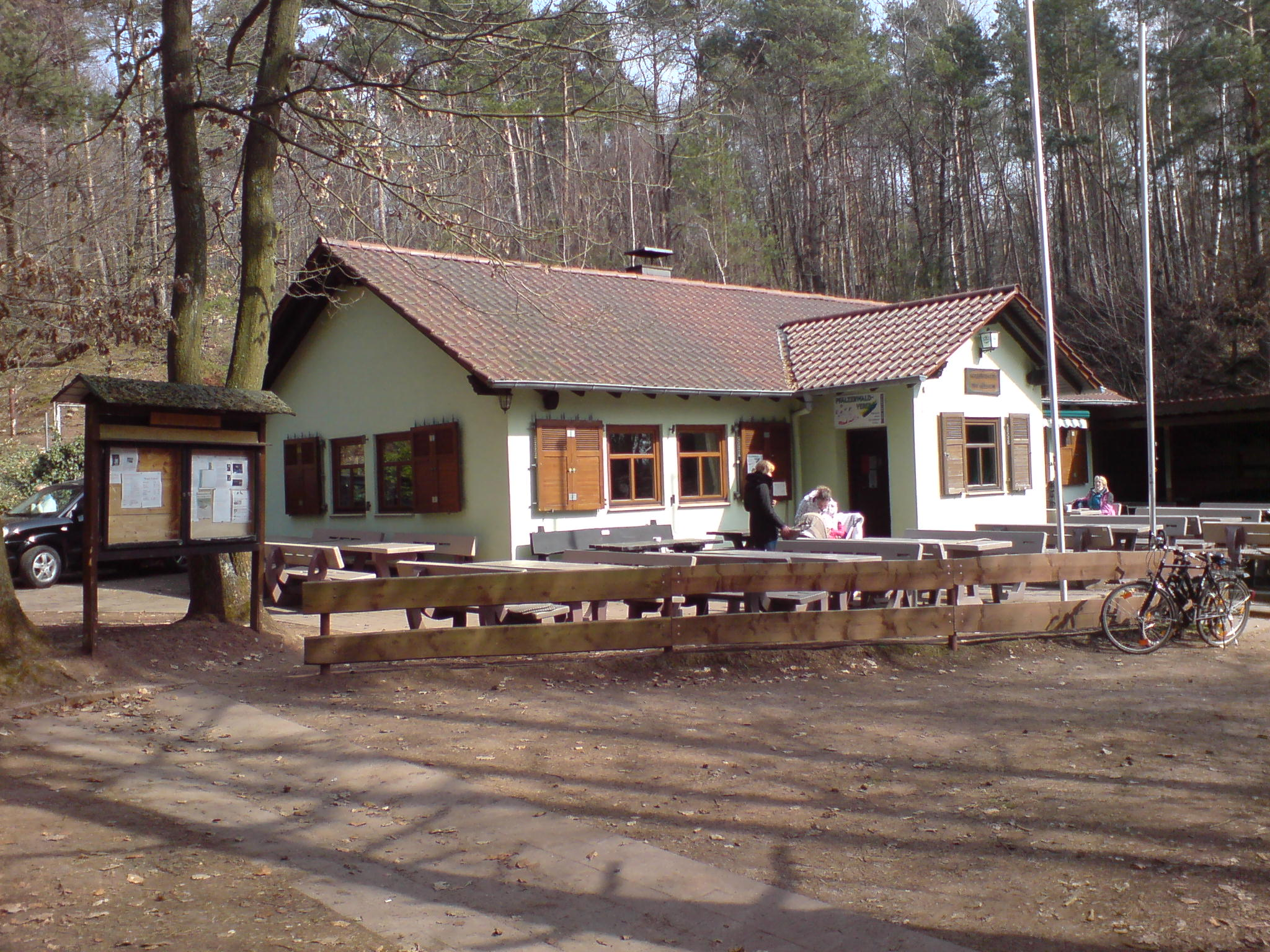
Die Kriegsberg-Hütte des Pfälzerwald-Vereins

In Göllheim befindet sich die von der Ortsgruppe des Pfälzerwald-Vereins betriebene Kriegsberg-Hütte.
Durch den Westen der Gemarkung verläuft der mit einem blauen Balken markierte Fernwanderweg Staudernheim–Soultz-sous-Forêts. Mitten im Siedlungsgebiet beginnt ein weiterer, der mit einem grün-blauen Balken gekennzeichnet ist und der bis nach Eppenbrunn führt.

## Persönlichkeiten

### Ehrenbürger
- Wilhelm Hugo Dyckerhoff (1908–1987), Unternehmer und Sportfunktionär, ernannt 1973
- Max Josef Lünenborg, Pfarrer

### Söhne und Töchter der Gemeinde
- Sigismund Friedrich Ritter (1724–1787), Errichter der Posthalterei Ritter in Frankenstein
- Ludwig Foohs (1854–1925), Rentamtmann
- Joseph von Schmauß (1863–1932), bayerischer Generalleutnant
- Heinrich Ullmann (1872–1953), Architekt, Landschaftsmaler und Photograph
- Ludwig Ullmann (1872–1943), Architekt
- Emil Straus (1899–1985), Pädagoge, Diplomat und Politiker (CVP)
- Ludwig Eckel (* 1927), Leichtathlet

### Personen, die vor Ort gewirkt haben
- Peter Röhrig, 1792/93 Mitglied des Rheinisch-Deutschen Nationalkonvents
- Karl von Alwens (1820–1889), Jurist und Politiker, war bis 1860 Richter in Göllheim
- Jakob Schwalb (1872–1934), katholischer Geistlicher, ab 1912 Pfarrer vor Ort
- Theo Fehn (1910–1984), Pfarrer, war in Göllheim zeitweise Pfarrverweser
- Hans Appel (* 1933), der ehemalige langjährige Bürgermeister erhielt 2008 für sein Engagement das Bundesverdienstkreuz am Bande
- Peter Roos (* 1950), Schriftsteller, wuchs in Göllheim auf
- Thomas Maria Mayr (* 1955), Psychiater, Ethnologe und Autor, ist seit 1996 vor Ort niedergelassen